# Perša Liha
La Perša Liha (in ucraino Перша Ліга?, "Primo Campionato"), è la seconda serie del campionato ucraino di calcio, e quella superiore delle due gestite dalla PFLU.

## Formula
Durante la sua breve storia, il numero di club partecipanti a questa manifestazione è cambiato spesso, arrivando ai 16 attuali. Nelle prime stagioni hanno partecipato 20 o più squadre, ma si è poi deciso di ridurre il loro numero per cercare di elevare la qualità della competizione.
Anche il numero di squadre che venivano retrocesse cambiava di anno in anno (in alcune stagioni si contavano ben 5 retrocessioni), fino ad arrivare alla decisione di mandare in Seconda Divisione solo le ultime quattro classificate.
Dalla stagione 2021-22 le prime due o tre classificate vengono promosse alla Ukrainian Premier League, mentre a retrocedere sono le ultime quattro o cinque classificate.

## Squadre
Stagione 2021-2022
- Ahrobiznes Voločys'k
- Al'jans Lypova Dolyna
- Hirnyk-Sport
- Kramators'k
- Kremin' Kremenčuk
- Kryvbas
- Metalist
- Nyva Ternopil'
- Obolon'
- Olimpik Donec'k
- Podillja
- Polіssja Žytomyr
- Prykarpattja
- Užhorod
- Volyn'
- VPK-Ahro

## Partecipazioni per squadra
Sono 98 i club ad aver preso parte alle 31 stagioni della Perša Liha dal 1992 al 2021-2022:
- 25 volte:  Dinamo-2 Kiev
- 24 volte:  Naftovyk-Ukrnafta
- 21 volte:  Stal' Alčevs'k
- 20 volte:  Mykolaïv
- 18 volte:  Oleksandrija
- 15 volte:  Hoverla
- 14 volte:  Desna Černihiv,  Polіssja Žytomyr,  Volyn'
- 13 volte:  CSKA Kiev,  Helios Charkiv,  Obolon'-Brovar
- 12 volte:  Bukovyna Černivci,  Zirka
- 11 volte:  Dnipro Čerkasy,  Elektrometalurh-NZF Nikopol,  Nyva Vinnycja,  Podillja,  Spartak Sumy
- 9 volte:  Karpaty-2,  Kramators'k,  Šachtar-2,  Spartak Ivano-Frankivs'k,  Sumy
- 8 volte:  Hirnyk-Sport
- 7 volte:  Nyva Ternopil'
- 6 volte:  Kremin' Kremenčuk,  Metalist
- 5 volte:  IhroServis
- 4 volte:  Ahrobiznes Voločys'k,  Olimpik Donec'k
- 3 volte:  Balkany Zorja,  Prykarpattja
- 2 volte:  Al'jans Lypova Dolyna,  Kryvbas,  VPK-Ahro
- 1 volta:  Ruch Vynnyky,  Užhorod

## Albo d'oro
| Stagione  | Vincitore                    | Altre promozioni                          |
| --------- | ---------------------------- | ----------------------------------------- |
| 1992      | Veres Rivne Kryvbas          |                                           |
| 1992-1993 | Nyva Vinnycja                | Temp Šepetivka                            |
| 1993-1994 | Prykarpat'e Ivano-Frankivs'k | Mykolaïv                                  |
| 1994-1995 | Zirka                        | CSKA-Borysfen                             |
| 1995-1996 | Vorskla                      |                                           |
| 1996-1997 | Metalurh Donec'k             | Metalurh Mariupol'                        |
| 1997-1998 | Mykolaïv                     | Metalist                                  |
| 1998-1999 | Dinamo-2 Kiev                | Čornomorec'                               |
| 1999-2000 | Dinamo-2 Kiev                | Stal' Alčevs'k                            |
| 2000-2001 | Dinamo-2 Kiev                | Zakarpattja Polihraftechnika Oleksandrija |
| 2001-2002 | Volyn'                       | Čornomorec' Obolon'                       |
| 2002-2003 | Zirka                        | Borysfen                                  |
| 2003-2004 | Zakarpattja                  | Metalist                                  |
| 2004-2005 | Stal' Alčevs'k               | Arsenal Charkiv                           |
| 2005-2006 | Zorja                        | Karpaty                                   |
| 2006-2007 | Naftovyk-Ukrnafta            | Zakarpattja                               |
| 2007-2008 | Illičivec'                   | L'viv                                     |
| 2008-2009 | Zakarpattja                  | Obolon'                                   |
| 2009-2010 | Sevastopol'                  | Volyn'                                    |
| 2010-2011 | Oleksandrija                 | Čornomorec'                               |
| 2011-2012 | Zakarpattja                  | Metalurh Zaporižžja                       |
| 2012-2013 | Sevastopol'                  |                                           |
| 2013-2014 | Olimpik Donec'k              |                                           |
| 2014-2015 | Oleksandrija                 | Stal' Dniprodzeržyns'k                    |
| 2015-2016 | Zirka                        |                                           |
| 2016-2017 | Mariupol'                    | Veres Rivne                               |
| 2017-2018 | Arsenal Kiev                 | Poltava Desna Černihiv                    |
| 2018-2019 | Dnipro-1                     | Kolos Kovalivka                           |
| 2019-2020 | Mynaj                        | Ruch L'viv Inhulec'                       |
| 2020-2021 | Veres Rivne                  | Čornomorec' Metalist 1925                 |
| 2021-2022 | Metalist                     | Kryvbas                                   |
| 2022-2023 | Polіssja Žytomyr             | Obolon' LNZ Čerkasy                       |
| 2023-2024 | Inhulec'                     | Karpaty                                   |